# Acanthocalycium klimpelianum
Acanthocalycium klimpelianum es una especie de cactus globoso procedente de la provincia argentina de Córdoba, que crece en estado salvaje a altitudes de unos 1000 m s. n. m.

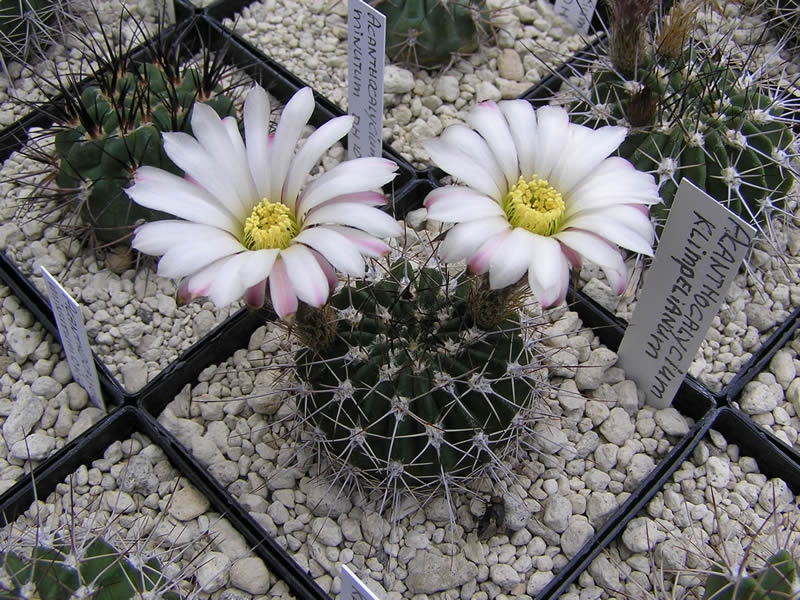
Detalle de las flores

## Descripción
Mide 10 cm de diámetro y consta de 19 costillas de areolas redondeadas, de las que surgen de 6 a 8 espinas radiales y de 2 a 3 espinas centrales, de hasta 3 cm de longitud. De espinas rígidas y punzantes, produce flores blancas con tubo compuesto de cerdas marrones, que pueden llegar a medir 5 cm de diámetro.
Es una especie de muy fácil cultivo, que llega a dar flor durante unos diez años en óptimas condiciones. Necesita sol directo y frío en el invierno.

## Taxonomía
Acanthocalycium klimpelianum fue descrito por (Weidlich & Werdermann) Backeb.  y publicado en Kaktus-ABC 225. 1935.
Etimología
Acanthocalycium: nombre genérico que deriva del griego: akantha (que significa espinoso ) y kalyx (las yemas ), que se refiere a las espinas en los tubos florales .
klimpelianum: epíteto otorgado en honor de Georg Klimpel un jardinero alemán que fundó un vivero de plantas en Kleinmachnow.
Sinonimia
- Acanthocalycium klimpelianum
- Acanthocalycium peitscherianum
- Acanthocalycium spiniflorum
- Echinopsis klimpeliana
- Echinopsis peitscherana
- Lobivia klimpeliana
- Lobivia spiniflora
- Spinicalycium klimpelianum[2][3]